# Grotte de Santa Ana

La grotte de Santa Ana est un site archéologique située dans la commune de Cáceres (Estrémadure en Espagne),.
Elle est située dans le camp militaire Centro de Formación de Tropa n.º 1 (es), à 12 km de la ville, et appartient au système karstique appelé El Calerizo comme d'autres grottes à proximité qui sont El Conejar et Maltravieso.

## Description
La grotte de Santa Ana est située sur une colline formée de calcaire du Carbonifère inférieur, près du contact entre ceux-ci et des ardoises du même étage géologique, marquée par un changement de pente du relief et la présence d'un ruisseau.

### Stratigraphie
Sept niveaux stratigraphiques sont reconnus grâce à un sondage réalisé à une profondeur d'environ 5 mètres à l'entrée actuelle de la cavité.
- Niveau 1. Il est formé d'une brèche contenant des blocs calcaires de taille centimétrique à décimétrique, irréguliers, entourés d'une matrice de sable, de limon et d'argile. À leur base, elles sont horizontales, tandis qu'à mesure que l'on monte, elles s'inclinent vers l'est. Une surface érosive est visible au sommet. Sa capacité sédimentaire minimale est de 4 m.
- Niveau 2. Il est formé de limons et d'argiles rouge clair avec une brèche carbonatée de taille centimétrique à décimétrique et de disposition verticale. La strate est conique, sa partie inférieure étant plus étroite que la partie supérieure. Par conséquent, le contact avec le reste des niveaux est vertical et non horizontal.
- Niveau 3. Il est formé d'une brèche avec des clastes calcaires anguleux de taille centimétrique à décimétrique, en plus petit nombre que les précédents, et entourés d'une matrice de sable rougeâtre et de limon. Des restes fossiles de faune et de charbon de bois apparaissent .
- Niveau 4. Il est formé d'une brèche très cimentée, avec une forte concentration de clastes calcaires centimétriques. La matrice est constituée de sable rougeâtre ou de limon. Il mesure un mètre de large.
- Niveau 5. Il est constitué de sable et de limon meubles de couleur brun foncé, ce qui lui donne un aspect irrégulier. Ses bords sont verticaux.
- Niveau 6. Il est situé à l'intérieur de la grotte et formé par un plancher stalagmitique.
- Niveau 7. C'est le dernier remplissage à l'intérieur de la grotte. Formé de sédiments limoneux et argileux, il contient du matériel archéologique, du charbon de bois et des restes de faune.